# Alain Lacouchie

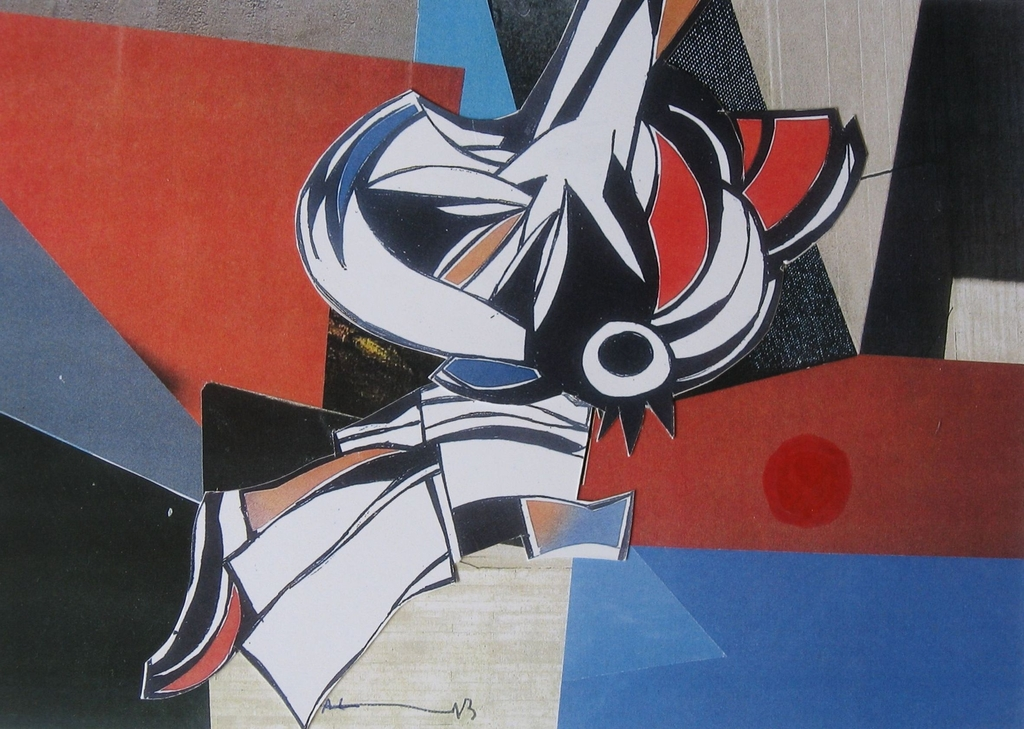
Koláž

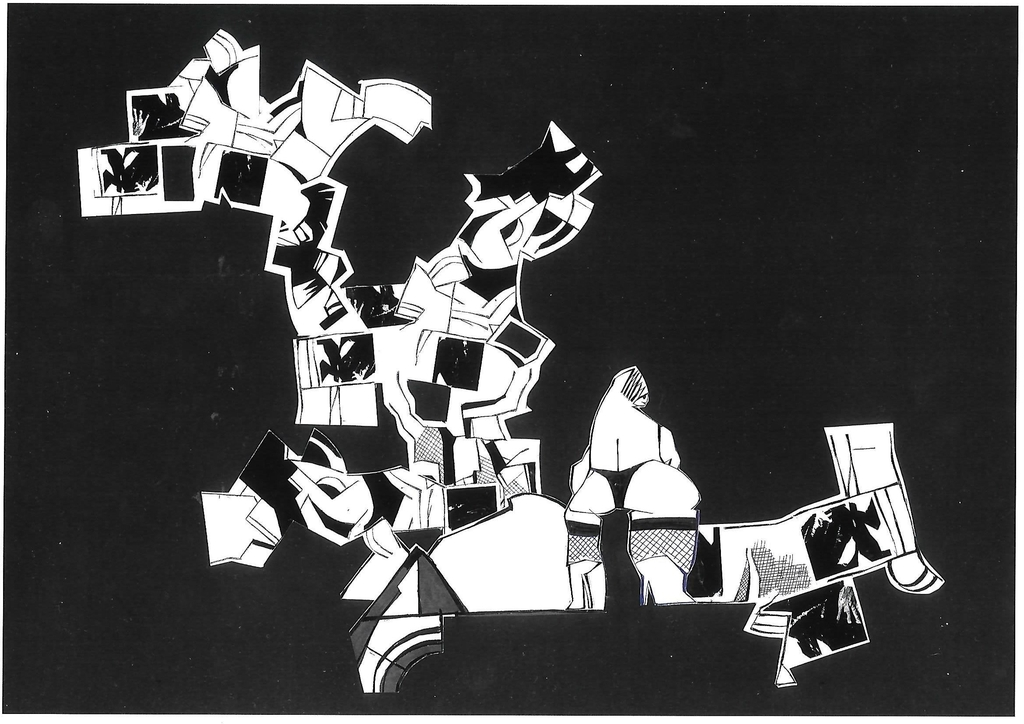
Kresba inkoustem

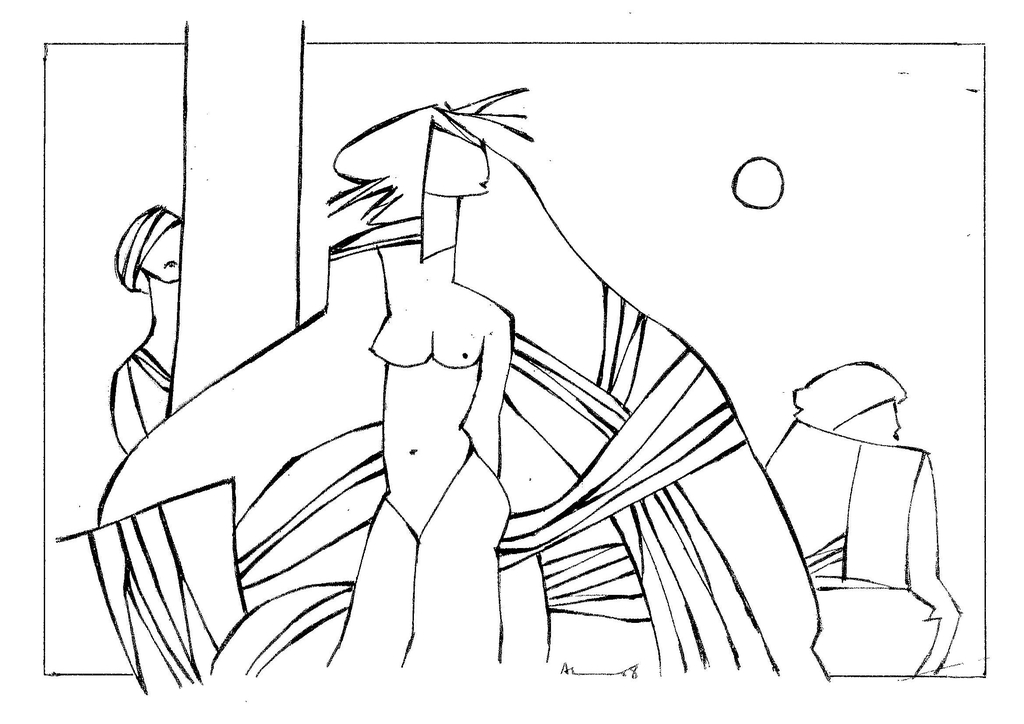
Kresba inkoustem

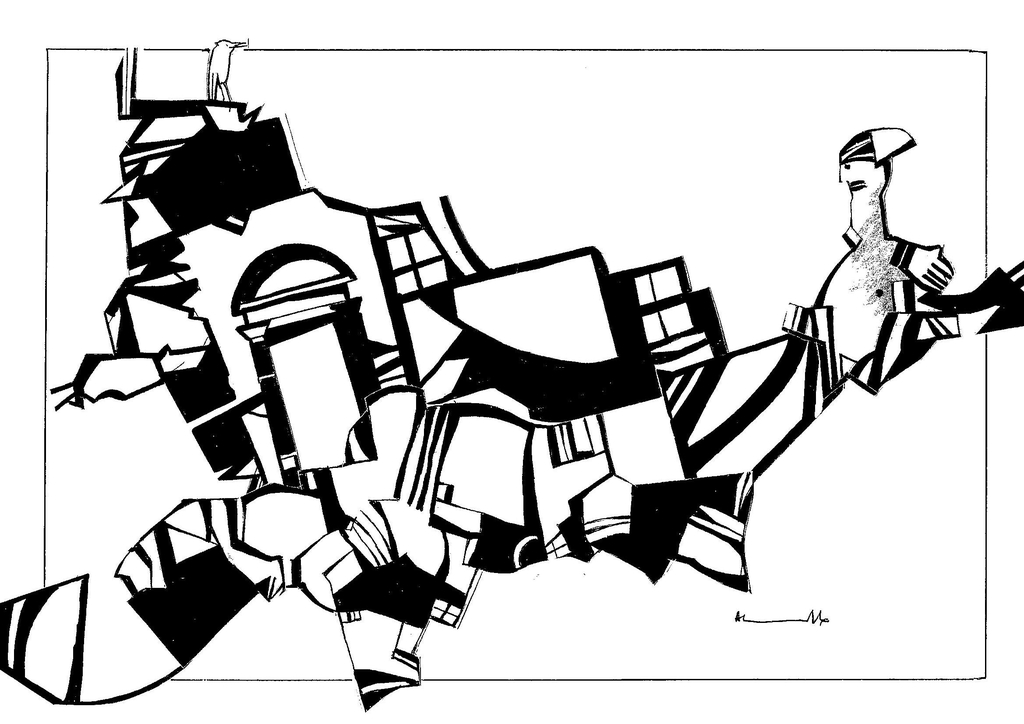
Kresba inkoustem

Alain Lacouchie (28. května 1946 – 3. února 2023) byl francouzský básník, ilustrátor a fotograf. Napsal četné básnické sbírky, z nichž mnohé také ilustroval.

## Životopis
Lacouchie se narodil 28. května 1946 v Limoges a pracoval jako básník, vizuální umělec a fotograf. Působil také jako učitel angličtiny v Haute-Vienne a departementu Creuse. Byl od přírody vzpurný a měl vášeň pro fotografii, cestování a historii, zejména pro region Limousin. Spisovatel Laurent Bourdelas věnoval Lacouchieovi kapitolu své knihy Du Pays et de l'exil – Un Abécédaire de la littérature du Limousin a také několik stránek v Histoire de Limoges.
Lacouchie byl velmi aktivní ve světě poezie, spolupracoval s několika básnickými časopisy, jmenovitě Friches. Byl členem Asociace Fondencre a byl prezidentem Centre d'action poétique. Byl tajemníkem nakladatelství Le Vert Sacré v Angoulême, vedeného Jean-Claude Valin. Byl členem správní rady Centre régional du livre en Limousin a organizoval akci kolem poezie v Bibliothèque francophone multimédia de Limoges dvakrát ročně. V roce 2021 byl pozván do redakční rady časopisu Poésie Première.
Alain Lacouchie zemřel v Limoges dne 3. února 2023 ve věku 76 let.

## Publikace

### Poezie
- Familières (1970)
- Les Rapaces, images en prose (1992)
- Mes aujourd'huis clos (1995)
- Instants bien que mal (1997)
- Il ou l'autre (1998)
- Under H. et Bombe Poèmes (1999)
- Melliflue (1999)
- Lui ou moi (1999)
- Ils, et à suivre… (1999)
- Rimages et magie (2000)
- Friable ou ronde, la vie (2000)
- Natures mortes à deux voix (2001)
- Entrouvert entrevu (2001)
- D'éclats et d'oublis (2001)
- À perte d'ailleurs
- Violons d'elles (2002)
- S'apaiser, anonyme (2002)
- Non-identifié, autoportrait (2002)
- En trompe-l'œil, carnet de nous (2002)
- Spécial Alain Lacouchie (2003)
- Florence, en tous sens (2003)
- Dérives et des routes, éphéméride (2003)
- Petits jours à mains nues (2004)
- Jules de JR., Histoires à délirer debout (2005)
- Impasse et manque ; sans roi (2005)
- Banal, comme d'un pigeon (2005)
- De temps à l'autre, incertain (2007)
- Debout, malgré tout (2008)
- Plus légers que le temps ? (2009)
- Les Radieux (2009)
- Écorché vif et cris (2009)
- Butiner la vie (2011)
- Aux quatre vents (2012)
- Tous les hommes s'appellent Icare (2014)
- Citations à débordement (2015)
- Les hirondelles sont mortes au printemps (2016)
- Aux hasards d’une voix (2016)
- Nue d’une nuit au creux de ma main (2017)
- Ginette Cendrillon était une danseuse nue (2017)
- C’est le rat qui rit le dernier (2017)
- Bulles de rêves où je ne dors pas (2018)
- Encres à la mer (2018)
- L’œil trop bleu du poisson mort (2018)
- Une pierre sans personne (2019)
- La lassitude n'est pas une fuite (2020)
- Apatride des espaces (2020)
- Histoires sans têtes (2020)
- La révolte s'achève et le feu hésite encore (2021)
- Araignée est une pape (2021)
- Tentation d'un toujours (2022)

### Kolektivní práce
- Charentes, j’écris ton nom (1996)
- Anthologie des poètes limousins – 12 poètes, 12 voix(es) (1997)
- Mille poètes, mille poèmes brefs (1997)
- A lasting calm (1997)
- C’est-à-dire (2000)
- Anthologie de l’haïku en France (2003)
- Intervention à Haute Voix (2017)